# چیبا، شیمانه
چیبا، شیمانه (به لاتین: Chibu, Shimane) یک منطقهٔ مسکونی در ژاپن است که در منطقه اوکی واقع شده‌است. چیبا ۱۳٫۷۰ کیلومتر مربع مساحت و ۶۵۷ نفر جمعیت دارد.